# Corrégidor
Pour les batailles de la Seconde Guerre mondiale aux Philippines, voir Bataille de Corregidor et Bataille de Corregidor (1945).
Ne doit pas être confondu avec Corregidor.
Le corrégidor est un fonctionnaire royal espagnol. Sa fonction s'est développée sous le règne des Rois catholiques, même si cette institution fut créée vers 1348. Les fonctionnaires qui occupent cette fonction sont les représentants du pouvoir royal dans des petites villes ou villages, mais ils ont aussi un rôle de contrôleur lors des procès organisés dans leurs juridictions.

## Deux types de corrégidors

### Corrégidor espagnol ougobernador
Les corrégidors ont fait leur première apparition en 1348 mais c’est sous le règne des Rois catholiques (Ferdinand d’Aragon et Isabelle de Castille) que l’institution se généralise et se développe et est introduite de façon systématique dans les municipios. Ils avaient aussi des fonctions administratives : (ravitaillement, voirie, etc.) et militaires. Ils étaient la plupart du temps nommés pour un an et  soumis à une inspection à la fin de leur mandat. Ces corrégidors espagnols sont des représentants impartiaux de la couronne, nommés par le conseil de Castille, ils sont au service du roi et de la reine d’Espagne et leur doivent obéissance et respect sous peine d’être destitués. Ces corrégidors sont contrôlés à la fin de leur mandat par des comisionados afin de vérifier l’état du municipe ainsi que les décisions prises pour la ville ; mais leur fonction ne s’arrête pas là, ils reprennent le rôle de corrégidor le temps qu’un autre soit nommé. Ces corrégidors prennent d’abord effet dans la couronne de Castille, mais leur fonction sera étendue plus tard à l’Amérique espagnole.
Quelques corrégidors :
- Diego Lôpez Dâvalos, en espagnol Diego López Dávalos, corrégidor de Cordoue en 1508, nommé par Ferdinand d'Aragon ;
- Pedro de Montoya, corrégidor en Castille en 1537 ;
- Alonso del Barco, corrégidor du Guipuzcoà, Guipúzcoa en espagnol, en 1534.

### Corrégidor de Indios
Le nom Corregidor de Indios est le nom donné aux corrégidors en Amérique. Ce sont eux qui vont représenter le pouvoir royal espagnol dans les colonies.
Les corrégidors de Indios sont institués en 1565. Dans l’Amérique espagnole, le corrégidor de Indios était le magistrat qui dirigeait les communautés indiennes, obtenant généralement son poste par voie d’achat, et souvent considéré comme oppressif.
Le maire était nommé directement par le roi. Son mandat était de trois ans si la nomination avait lieu au Pérou, ou cinq ans si elle provenait d'Espagne. Une prolongation pouvait être possible, mais elle était limitée aux attentes de la nomination d’un prochain corrégidor.
Parmi ses multiples fonctions, il devait faire la tournée des provinces de son canton, le suivi du recouvrement des impôts, l'entretien et la réparation des routes et des auberges situées le long des grands axes routiers dans le canton, et ainsi de suite.
Au royaume du Pérou, il y avait douze corrégimientos dans la juridiction de la vice royauté : Cuzco, Cajamarca, Sana, Chiclayo, Arica, Collaguas Andes de Cuzco, Ica, Arequipa Huamanga, Piura et de Huancavelica (exemple de corrégidor de Indios : Garci Diez Corregidor en 1557 dans la vice-royauté du Pérou).

## Les différentes fonctions du corrégidor

### Représentant du pouvoir royal
Le Conseil royal ordonne aux corrégidors d'enquêter sur l'utilité des travaux envisagés, les ressources de la municipalité, les sommes nécessaires... Si l'enquête est positive, l'autorisation est accordée. Si certains ensuite se plaignent que les travaux n'avancent pas, c'est encore au corrégidor de veiller à leur exécution. Souvent aussi, le concejo intéressé demande que l'on fasse contribuer les localités. C’est aussi les corrégidors qui s’occupent du budget de chaque municipe pour les fêtes de la ville notamment. Les corrégidors devaient former et entretenir l’armée de leur municipe et devaient surtout remplacer le matériel défectueux. Les corrégidors de Galice, des Asturies et des provinces basques devaient veiller à la production et à la vente des biens militaires fabriqués dans ces régions.
Ces fonctionnaires devaient veiller à respecter le budget du municipe et de veiller à l’application des lettres royales envoyées par le roi. Par exemple, le corrégidor de Baeza a dû réunir 300 hommes formés à la guerre pour l'armée du Roi. Pour l'aider, le roi lui envoie une personne pour réunir le nombre d'hommes pour la guerre, le corrégidor se doit d'obéir aux ordres du Roi.

### Président des conseils municipaux
Le corrégidor est un fonctionnaire qui s’occupe dans le municipe du budget et des réquisitions de troupes militaires dans chaque ville et hameau sous sa juridiction.
Cette fonction de juge leur est attribuée après la réclamation des délégués des municipes qui adressent au roi quatre pétitions lors des Cortes de 1528 dans laquelle ils lui demandèrent d’instaurer des délégués corrégidors auprès des tribunaux soit pour prêter main-forte et conseil aux non-ecclésiastiques qu'ils jugent, soit, tout simplement, en tant qu'observateurs auprès des évêques et autres juges pour veiller au bon déroulement des procès.
La justice royale ordinaire comprenait plusieurs niveaux de juridiction. Au niveau local en Castille, le juge seigneurial rendait la justice dans les seigneuries en première instance et, dans les localités du domaine royal, c'était l'alcalde ordinaire ou le corrégidor qui s'en chargeait, assisté de tenientes ou encore d'alcaldes mayores dans les villes et hameaux relevant de sa juridiction. Les corrégidors, représentants de l'autorité royale dans les municipalités castillanes et présidents du conseil municipal, furent l'un des rouages essentiels de l'administration centralisée de la monarchie; ils étaient au nombre d'une soixantaine à l'époque moderne.